# 我不懂搖滾樂
《我不懂搖滾樂》是雀斑樂團的第一張專輯，於2007年10月10日發行。
此專輯不但是雀斑樂團的首張專輯，更重要的是利用簡單的旋律，表達生活裡的點點滴滴、不切實際的幻想和古怪的人生觀。更重要的是此專輯獲得知名電台DJ小樹選為2007年度推薦華語專輯。

## 曲目
1. 太陽餅
2. 朋友之歌
  - 斑斑寫給一個跟他吵架的朋友，想要合好可是又不好意思開口。
3. 阿呆
  - 由吉他手蘇偉安創作，並且和斑斑對唱。
4. Sunset Time
5. 檸檬頌
6. 毛衣
  - 歌詞為斑斑所寫的日語，以此表達出不好意思說出口的情感。
7. 登登登
  - 獻給天下的母親和將成為母親的女孩們的鋼琴曲。
8. 火星物語
  - 此曲巧妙地融合爵士樂，末段還有斑斑對於團員有趣的介紹。